# Michael Gerber (Autor)
Michael Allen Gerber (* 14. Juni 1969) ist ein US-amerikanischer Autor von Parodien.
Gerber veröffentlicht seine Texte im New Yorker, im Playboy und im Wall Street Journal. Seine Bücher sind meist Parodien auf bekannte Werke. 

## Werke (Auswahl)
- A Christmas Peril. M. Gerber Publ., New York 2008, ISBN 978-1-890470-05-0.
- Die Chroniken von Blarnia. Die ultimative Parodie („The chronicles of Blarnia“). Goldmann, München 2005, ISBN 978-3-442-46211-7.
- Harry Potter Parodien

1. Barry Trotter und die schamlose Parodie („Barry Trotter and the Unauthorized Parody“). Goldmann, München 2004, ISBN 3-442-45815-3.
2. Barry Trotter und die überflüssige Fortsetzung („Barry Trotter and the Unnecessary Sequel“). Europa-Verlag, Hamburg 2004, ISBN 3-203-77504-2.
3. Barry Trotter und der unmögliche Anfang („Barry Trotter and the Dead Horse“). Goldmann, München 2006, ISBN 978-3-442-41665-3.

- Our Kampf. Collected humor 1989–2004. Fantastic Books, New York 2006, ISBN 978-1-890470-04-3 (zusammen mit Jonathan Schwartz).
- Studenten-Zyklus

1. Freshman. A novel. Hyperion Books, New York 2006, ISBN 978-0-7868-3850-9.
2. Sophomore. Another novel of Ivy League angst. Cuckoo Press, New York 2006, ISBN 978-1-890470-03-6.

Siehe auch:
- Barry Trotter